# Machaczkała
Machaczkała (ros. Махачкала; awarski МахIачхъала Maħačqala) – stolica Dagestanu, autonomicznej republiki, wchodzącej w skład Federacji Rosyjskiej.
Machaczkała leży nad Morzem Kaspijskim, w nizinnej części Dagestanu. Przez miasto przebiegają ważne trasy transportowe z Rosji do Azerbejdżanu i Iranu. Machaczkała jest także ważnym portem Morza Kaspijskiego.

## Historia
Machaczkała została założona w 1844 jako twierdza Pietrowskoje. W 1919 w Machaczkale funkcjonowała polska placówka o charakterze konsularnym. Dzisiejszą nazwę miasto nosi od 1921.
Miasto mocno ucierpiało podczas trzęsienia ziemi, które miało miejsce 14 maja 1970. W jego wyniku zginęło 31 osób.

## Demografia
Skład narodowościowy i etniczny w 1897 i 2010 r. na podstawie danych rosyjskich:
- 1897[3]:

1. Rosjanie: 5129 (52,59%)
2. Persowie: 1049 (10,76%)
3. Tatarzy i Azerowie: 684 (7,01%)
4. Żydzi: 573 (5,88%)
5. Ormianie: 473 (4,85%)
6. Kumycy: 466 (4,78%)
7. Ukraińcy: 386 (3,96%)
8. Polacy: 348 (3,57%)
9. Gruzini: 137 (1,40%)
10. Niemcy: 107 (1,10%)

- 2010:

1. Awarowie: 149 623 (26,15%)
2. Kumycy: 86 503 (15,12%)
3. Dargijczycy: 88 573 (15,48%)
4. Lezgini: 84 479 (14,77%)
5. Lakowie: 79 906 (13,97%)
6. Rosjanie: 35 908 (6,28%)
7. Tabasaranowie: 13 039 (2,28%)
8. Rutulowie: 8038 (1,41%)
9. Agulowie: 5977 (1,04%)
10. Azerowie: 5917 (1,03%)

## Gospodarka
Znajduje się tu rozwinięty przemysł, przede wszystkim rafinerie naftowe, ale także fabryki maszyn i tekstyliów. Miasto jest siedzibą instytucji administracyjnych i naukowych.

## Transport
- Machaczkała (stacja kolejowa)
- Port lotniczy Machaczkała
- Dagestan Airlines – linia lotnicza

## Oświata
Miasto jest siedzibą Dagestańskiego Państwowego Uniwersytetu Technicznego.

## Sport
- Dinamo Machaczkała – klub piłkarski
- Anży Machaczkała – klub piłkarski

## Miasta partnerskie
- Maharajganj, Indie
- Ndola, Zambia
- Oldenburg, Niemcy
- Safakis, Turcja
- Siping, Chińska Republika Ludowa
- Spokane, Stany Zjednoczone
- Władykaukaz, Rosja
- Yalova, Turcja